# Морски лястовици
Морските лястовици (Triglidae) са семейство актиноптери от разред Скорпеноподобни (Scorpaeniformes).
Таксонът е описан за пръв път от Константен Самюел Рафинеск през 1815 година. Наречен е на червеногръдка.

## Родове
Подсемейство Prionotinae
- Bellator
- Prionotus – Атлантически червеношийки

Подсемейство Pterygotriglinae
- Bovitrigla
- Pterygotrigla

Подсемейство Triglinae
- Chelidonichthys
- Eutrigla
- Lepidotrigla
- Trigla